# İzmir Halcyons 2023
Questa voce raccoglie le informazioni riguardanti gli İzmir Halcyons nelle competizioni ufficiali della stagione 2023.

## 1. Lig 2023

### Stagione regolare
| Eskişehir 24 giugno 2023, ore 18:00 1ª giornata | Anadolu Rangers | 14 – 17 | İzmir Halcyons | Muttalip Spor Kompleksi |

| Smirne 9 luglio 2023, ore 20:30 2ª giornata | İzmir Halcyons | 5 – 22 | Boğaziçi Sultans | Balçova Belediyesi Spor Kompleksi |

| Smirne 15 luglio 2023, ore 20:30 3ª giornata | İzmir Halcyons | 21 – 7 | Koç Rams | Balçova Belediyesi Spor Kompleksi |

| Istanbul 23 luglio 2023, ore 17:00 4ª giornata | Istanbul Bisons | 24 – 21 | İzmir Halcyons | Maltepe Başıbüyük Spor Tesisleri |

| Smirne 12 agosto 2023, ore 20:30 5ª giornata | İzmir Halcyons | 21 – 0 | Gazi Warriors | Balçova Belediyesi Spor Kompleksi |

| Ankara 20 agosto 2023, ore 17:00 6ª giornata | ODTÜ Falcons | 13 – 10 | İzmir Halcyons | ODTÜ Falcons Arena |

| Smirne 27 agosto 2023, ore 20:30 7ª giornata | İzmir Halcyons | 28 – 20 | ITÜ Hornets | Balçova Belediyesi Spor Kompleksi |

## Statistiche di squadra
| Competizione      | %Vittorie | In casa | In casa | In casa | In casa | In casa | In casa | In trasferta | In trasferta | In trasferta | In trasferta | In trasferta | In trasferta | Totale | Totale | Totale | Totale | Totale | Totale |
| Competizione      | %Vittorie | G       | V       | N       | P       | Pf      | Ps      | G            | V            | N            | P            | Pf           | Ps           | G      | V      | N      | P      | Pf     | Ps     |
| ----------------- | --------- | ------- | ------- | ------- | ------- | ------- | ------- | ------------ | ------------ | ------------ | ------------ | ------------ | ------------ | ------ | ------ | ------ | ------ | ------ | ------ |
| Stagione regolare | .857      | 4       | 3       | 0       | 1       | 75      | 49      | 3            | 1            | 0            | 2            | 48           | 51           | 7      | 4      | 0      | 3      | 123    | 100    |
| Totale            | .857      | 4       | 3       | 0       | 1       | 75      | 49      | 3            | 1            | 0            | 2            | 48           | 51           | 7      | 4      | 0      | 3      | 123    | 100    |